# Nintendo Life
Nintendo Life es un sitio web que se relaciona fuertemente con los productos de Nintendo, incluyendo videojuegos y software descargable. Es operado por Nlife Ltd., que a su vez es propiedad de Gamer Network.
El sitio tiene secciones que cubren el Nintendo Switch, Wii U, Wii, Nintendo 3DS, Nintendo DSi, WiiWare, DSiWare y títulos clásicos reeditados a través de los juegos de Consola Virtual de Nintendo. Cubre noticias y reseñas sobre los próximos juegos y con cada consola que cubre una gran mayoría de los juegos al por menor y todos los títulos lanzados digitalmente en el Nintendo eShop.

## Historia
Nintendo Life fue fundada en 2006 cuando el sitio web se lanzó el 16 de noviembre para coincidir con el lanzamiento de la Wii en los Estados Unidos. La compañía tiene su sede en el Reino Unido y en 2009, Nintendo Life adquirió los sitios WiiWare World y Virtual Console Reviews para ampliar su cobertura de juegos descargables al 100%. En 2014, el canal de YouTube de Nintendo Life se expandió para recibir contenido regular.
Aunque el canal se unió a YouTube por primera vez el 14 de mayo de 2006, su nombre de dominio se registró por primera vez el 29 de octubre de 2005 y el primer archivo conocido del sitio web data del 3 de diciembre de 2005. El sitio web comenzó como un sitio de noticias y blogs de Nintendo, y luego se expandió para incluir versiones escritas de sus reseñas.
El canal de YouTube se usó originalmente para cargar videos sin comentarios de juegos y avances de juegos. Estos videos se utilizarían para acompañar artículos en el sitio web. El canal comenzó a moverse hacia su dirección actual en 2014, aunque algunos videos aún permanecerían sin comentarios durante un período de tiempo.
El primer y más destacado presentador del canal es Alex Olney, quien se unió a la compañía en julio de 2014 y luego se convertiría en productor de videos para la compañía en enero de 2015 y productor senior de videos en mayo de 2019. Zion Grassl, quien anteriormente trabajó en Zelda Dungeon, se unió a la compañía como productor de video en mayo de 2019, y Jon Cartwright, quien anteriormente trabajó en GameXplain, se unió al equipo en septiembre de 2020.